# Tapper

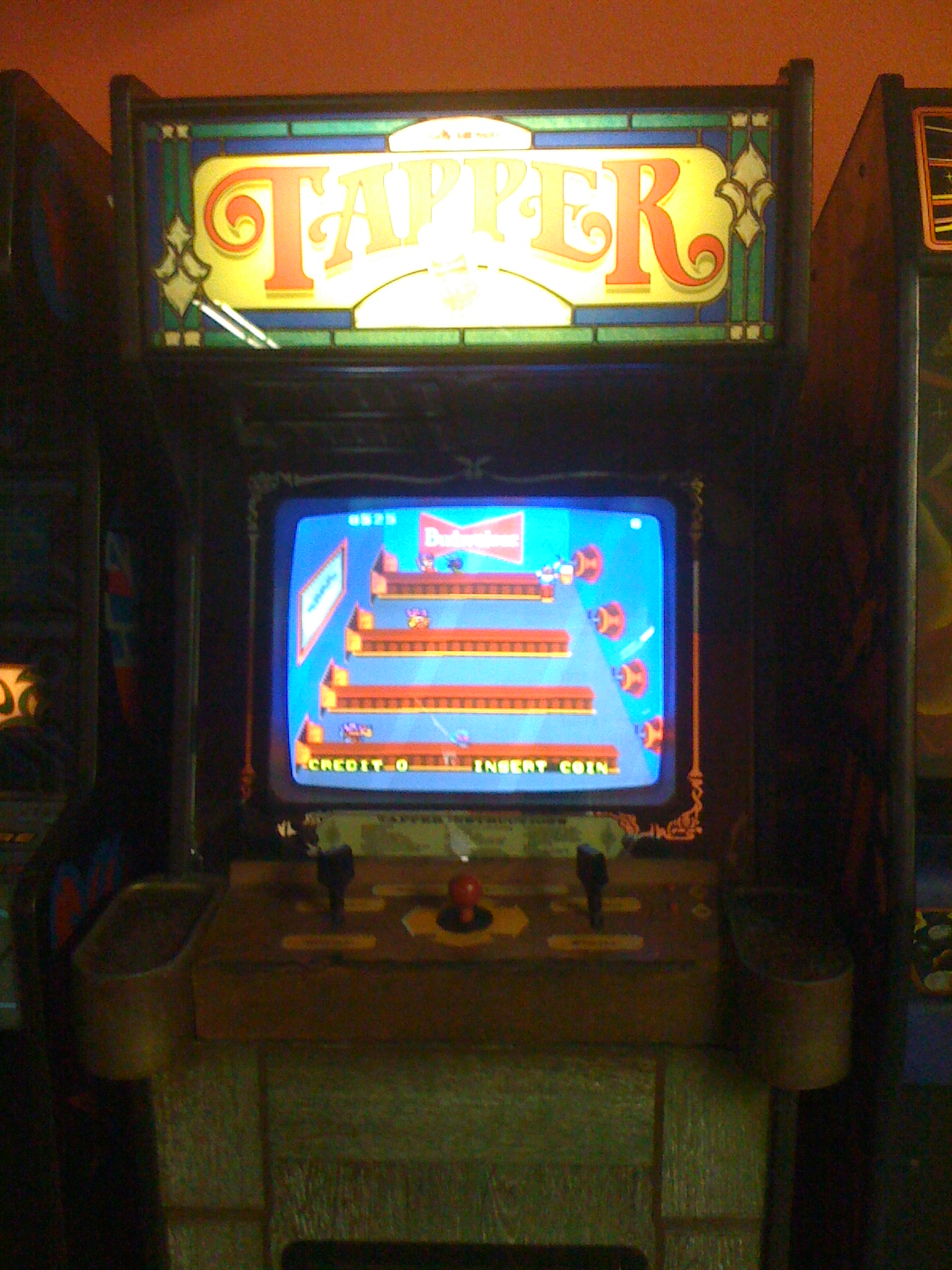
Un cabinato di Tapper

Tapper è un videogioco d'azione arcade in cui si controlla un barista, realizzato nel 1983 da Bally Midway e poi in seguito convertito per la maggior parte delle console e home computer dell'epoca. Comparve anche anni dopo in raccolte quali Midway Arcade Treasure e Midway's Greatest Arcade Hits e per telefoni cellulari.
La versione originale da sala mostra sulla parete del bar il logo della birra Budweiser (usato con il consenso dell'azienda Anheuser-Busch), altre versioni domestiche o sempre arcade mostrano quello di Mountain Dew, Suntory, un generico cartello root beer (questa versione, privata dei riferimenti agli alcolici, è intitolata Root Beer Tapper) oppure nulla.
Il cabinato verticale originale ricorda l'ambiente di un pub, con inserti in legno finto, barra poggiapiedi e portabicchieri in ottone, e il comando per preparare le birre alla spina realizzato tramite una leva come quella di uno spillatore con il marchio Budweiser.

## Modalità di gioco
La schermata del gioco, con visuale in prospettiva, è formata da quattro banconi orizzontali dove il barista "lancia" i boccali di birra ai clienti facendoli scivolare sul ripiano. 
Per ogni bancone, a un lato dello schermo, si ha uno spillatore, e il barista può passare dall'uno all'altro per riempire e lanciare le birre oppure muoversi orizzontalmente lungo i banconi per raccogliere oggetti.
I clienti arrivano in continuazione dalle porte alle estremità dei banconi sull'altro lato dello schermo e avanzano verso gli spillatori finché non ottengono una birra. Quando l'hanno bevuta, lanciano indietro i boccali vuoti e il barista li deve ritirare prima che cadano oltre il bordo del bancone e si rompano. Anche lanciare un boccale pieno di troppo, non raccolto da nessun cliente, ne causa la rottura a fine corsa.
Se un cliente arriva fino allo spillatore, oppure se si rompe un boccale, si perde una vita.
Quando un cliente riceve una birra indietreggia un po', e se questo lo spinge fuori dal locale è eliminato, altrimenti lancia il bicchiere vuoto e riprende ad avanzare per un'altra birra. A volte i clienti lasciano anche delle mance, ferme, che il barista può andare a raccogliere per avere un bonus. La raccolta di una mancia fa apparire brevemente delle ballerine sullo sfondo, che possono distrarre per un po' alcuni dei clienti.
Col passare dei livelli aumenta il ritmo di arrivo dei clienti e cambia l'aspetto estetico del bar e dei clienti: nell'arcade e nelle versioni fedeli all'originale sono cowboy, atleti, punk e alieni.
Ci sono anche dei livelli bonus dove una serie di lattine di birra appoggiate su un unico bancone vengono velocemente scosse e scambiate di posto, e il barista deve individuare quella che non è stata scossa.